# Bluetooth marketing
Bluetooth marketing je forma reklamy při jejímž použití se reklamní sdělení distribuuje prostřednictvím technologie Bluetooth. Využívá se skutečnosti, že technologií Bluetooth je v dnešní době vybavena většina mobilních telefonů a velké množství notebooků, tabletů a podobných zařízení.
Reklamní sdělení je nejprve nahráno do Bluetooth jednotky, která automaticky vyhledává mobilní zařízení s aktivní technologií Bluetooth a oslovuje je s nabídkou stažení obsahu s přidanou hodnotou pro zákazníka. Může se jednat o slevový kupón, vizitku, která se přímo uloží do seznamu kontaktů telefonu, nebo kupříkladu html stránku. O možnostech odesílaného obsahu se můžete dočíst víc níže.
Je dobré umístit v blízkosti Bluetooth jednotky nějakou formu upozornění na možnost získání obsahu prostřednictvím technologie Bluetooth vybízející kolemjdoucí k zapnutí Bluetooth v jejich přenosném zařízení.
Pokud je Bluetooth marketingová jednotka připojena k internetu, je možné reklamní kampaň spravovat online pomocí webové správy. Možnosti webové správy se liší v závislosti na výrobci zařízení i konkrétním typu jednotky. V zásadě však platí, že je pomocí webové správy možné okamžitě získat statistiky počtu oslovených zařízení a také o počtu zařízení, která přijala nabízený obsah. Při použití dvou a více jednotek je možné také nastavit, aby spolu jednotky přes internet porovnávaly databázi oslovených zařízení a nedocházelo tak k obtěžování v podobě opakované výzvy ke stažení obsahu.

## Typy obsahu, který lze odesílat
- Obrázek

Obrázky je možné odesílat ve všech obvyklých formátech. Je třeba mít na paměti, že některé méně obvyklé formáty grafiky nemusí cílové zařízení otevřít. Bluetooth jednotka dokáže rozpoznat typ cílového zařízení a z databáze zjistit rozlišení jeho displeje, pokud tedy nahrajete do Bluetooth jednotky předmětný obrázek ve všech obvyklých rozlišeních, dorazí příjemci obrázek optimalizovaný pro jeho přístroj.
- Melodie

Hudební soubory je možné opět odesílat ve všech formátech, pro rychlejší přenos je však lepší používat komprimované formáty, jako například MP3.
- Video

Videa je vzhledem k přenosové rychlosti Bluetooth vhodné odesílat v komprimovaném formátu a ne příliš vysokém rozlišení.
- Vizitka

Pomocí Bluetooth je možné odeslat kontaktní informace, které se uloží přímo do seznamu kontaktů v přijímajícím zařízení.
- Aplikace

Může se zdát, že vzhledem k různým operační systémům mobilních zařízení není odesílání aplikací myslitelé, opak je však pravdou. Bluetooth marketingová jednotka totiž dokáže rozpoznat operační systém zařízení a díky tomu mu odeslat tu správnou verzi aplikace. Je tedy možné odesílat aplikace pro Windows Mobile, Android, Symbian a další. Pro starší telefony je možné odesílat Java aplikace.
- Unikátní/kontrolovatelný obsah

Pokud to webové rozhraní dovoluje, je možné s jeho pomocí automaticky označovat například odeslané obrázky unikátním číslem, nebo kódem. Tato možnost je praktická v případě, že odesílaný obsah slouží kupříkladu jako slevový kupón a není žádoucí, aby ho zákazník předkládal opakovaně.
- Webová stránka, webová aplikace

Přes Bluetooth je možné přenést celou webovou stránku či aplikaci, kterou si díky tomu uživatel může prohlížet, nebo spustit v offline režimu.